# Billy Ray
William «Billy» Ray es un director y guionista estadounidense. Su debut como guionista se produjo con el thriller erótico de 1994 Color of Night. Ha escrito numerosas películas como Volcano y Hart's War, además de ser uno de los creadores y guionistas del programa de ciencia ficción Earth 2.
A partir de 2003 empezó a dirigir además de escribir; su primera película como director fue Shattered Glass, que cuenta la historia de un periodista que inventa sus historias. La Asociación de Críticos de Cine de Chicago lo nominó como Mejor Director Promisorio por su trabajo en esta película. También dirigió y coescribió Breach (2007), que cuenta la historia de un agente del FBI que a la vez es un trabajador ruso.
En 2012 participó como guionista en el éxito de taquilla Los juegos del hambre.

## Filmografía
Películas
| Año  | Título                | Director | Guionista | Productor   |
| ---- | --------------------- | -------- | --------- | ----------- |
| 1994 | Color of Night        | No       | Sí        | No          |
| 1995 | The Shooter           | No       | Sí        | No          |
| 1997 | Volcano               | No       | Sí        | No          |
| 1998 | Legalese              | No       | Sí        | No          |
| 2002 | Hart's War            | No       | Sí        | No          |
| 2003 | Shattered Glass       | Sí       | Sí        | No          |
| 2004 | Suspect Zero          | No       | Sí        | No          |
| 2005 | Flightplan            | No       | Sí        | No          |
| 2007 | Breach                | Sí       | Sí        | No          |
| 2009 | State of Play         | No       | Sí        | No          |
| 2012 | The Hunger Games      | No       | Sí        | No          |
| 2013 | Captain Phillips      | No       | Sí        | No          |
| 2015 | The Breakup Girl      | No       | No        | Sí          |
| 2015 | Secret in Their Eyes  | Sí       | Sí        | No          |
| 2018 | Overlord              | No       | Sí        | No          |
| 2019 | Gemini Man            | No       | Sí        | No          |
| 2019 | Terminator: Dark Fate | No       | Sí        | Coproductor |
| 2019 | Richard Jewell        | No       | Sí        | No          |

Televisión
| Año       | Título          | Director | Guionista | Productor ejecutivo | Notas             |
| --------- | --------------- | -------- | --------- | ------------------- | ----------------- |
| 1994–1995 | Earth 2         | No       | Sí        | No                  | Cocreador         |
| 2016–2017 | The Last Tycoon | Sí       | Sí        | Sí                  | También revelador |
| 2020      | The Comey Rule  | Sí       | Sí        | Sí                  | Miniseries        |

## Premios y nominaciones
Premios Óscar
| Año  | Categoría            | Trabajo nominado | Resultado |
| ---- | -------------------- | ---------------- | --------- |
| 2014 | Mejor guion adaptado | Capitán Phillips | Nominado  |